# یاراتوو
یاراتوو (به لاتین: Yaratovo) یک منطقهٔ مسکونی در روسیه است که در باشقیرستان واقع شده‌است.